# Perú en los Juegos Olímpicos de Pekín 2022
Perú en los Juegos Olímpicos de Pekín 2022 estuvo representado por una atleta que compitió en un deporte. La abanderada en la ceremonia de apertura fue Ornella Oettl Reyes. El país regresó a los Juegos Olímpicos de Invierno, después de competir por última vez en los Juegos Olímpicos de Sochi 2014.

## Atletas
| Disciplina   | Deportistas |
| Esquí alpino | 1           |
| Total        | 1           |

## Deportes

### Esquí alpino
Femenino
| Atleta              | Evento          | Ronda 1 | Ronda 1  | Ronda 2 | Ronda 2  | Total   | Total    |
| Atleta              | Evento          | Tiempo  | Posición | Tiempo  | Posición | Tiempo  | Posición |
| ------------------- | --------------- | ------- | -------- | ------- | -------- | ------- | -------- |
| Ornella Oettl Reyes | Eslalon         | 1:03.25 | 53       | 1:01.34 | 44       | 2:04.59 | 44       |
| Ornella Oettl Reyes | Eslalon gigante | 1:12.52 | 56       | 1:11.53 | 46       | 2:24.05 | 46       |